# Étienne Barbette
Pour les articles homonymes, voir Barbette (homonymie).
Étienne Barbette, né vers 1250, mort à Paris le 19 décembre 1321, joue un rôle important au tournant du XIIIe siècle dans l'administration de Paris et auprès du Roi de France Philippe le Bel.
Bourgeois de Paris, il obtient la charge de Voyer de Paris, devient échevin de la ville en 1293, puis pendant dix ans (1298-1304 et 1314-1318), en est le prévôt des marchands.
Enfin, il est argentier et maître des Monnaies du roi Philippe le Bel et conseiller financier du souverain. Son rôle dans les manipulations monétaires du roi le rend fort impopulaire et conduit à des révoltes et au sac de ses demeures, en 1306.
Sa vie illustre plusieurs évolutions historiques dans la France des XIIIe et XIVe siècles : la puissance économique et politique des bourgeois, leur alliance avec le pouvoir royal, la structuration de l'État avec le rôle croissant des conseillers, la confirmation de Paris en tant que capitale du Royaume.

## La famille Barbette
La famille Barbette semble provenir de Champagne ou plusieurs citations du nom de Barbette sont recensées au XIe siècle dans la région de Troyes.

### Des marchands parisiens

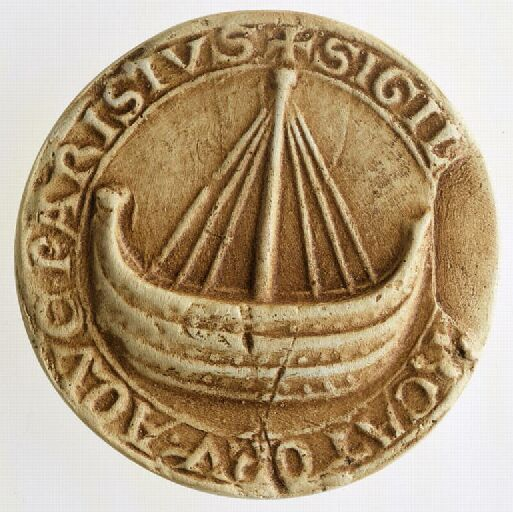
Moulage du sceau de la Hanse parisienne des marchands de l'eau daté de 1210.

La présence des Barbette à Paris est attestée à partir du XIIe siècle, lorsque est enregistrée la vente d'une rente sur une maison située près du cloître de Notre-Dame par un Jean Barbette en 1180, puis tout au long du XIIIe siècle des transactions de plus en plus nombreuses témoignent de la puissance sociale et économique de cette famille. Ils sont des acteurs majeurs du commerce de l'argent, des objets de luxe et des draps. Leur sphère d'action est l'axe de la Seine ; il faut ainsi noter leur influence marquante en Normandie au XIIIe siècle et particulièrement à Rouen et Vernon. Ils sont membres de la Hanse parisienne des marchands de l'eau.
Étienne Barbette le père, souvent nommé Étienne le premier, était apparenté aux Sarrazin, un autre grande famille de bourgeois de Paris. Ainsi, Jean Sarrazin l'Ancien, échevin de Paris et chambellan du roi Saint Louis, épouse Agnès la veuve d'Étienne Barbette père. Sa fille, Pernelle Sarrazin épouse Étienne Barbette. À son tour, Jean Barbette, leur fils sera échevin et leur fille, Alix épousera Jean Sarrazin le Jeune.

### Un patrimoine immobilier important
La famille Barbette s'était constitué un patrimoine immobilier important au cours du XIIIe siècle. Etienne va l'agrandir significativement. Il hérite de son père une demeure au 14-16 de la rue de la barre du Bec, aujourd’hui rue du Temple. Aux alentours de 1300, il construit une maison dans une propriété, la Courtille Barbette, qu'il possède au-delà de l'enceinte de Philippe Auguste, dans les anciens Marais. Cela deviendra l'hôtel Barbette.

## Voyer de Paris
Saint Louis ayant donné à vie la charge de voyer de Paris à Jean Sarrasin, son chambellan, celle-ci vint par survivance à Étienne Barbette, son gendre. Le roi Philippe le Hardi par lettres patentes de juillet 1275, donna la charge à son Secrétaire, Pierre des Essarts à la mort d’Étienne. Cette charge fut une source de revenu significative pour Etienne Barbette.

## Prévôt des marchands de Paris

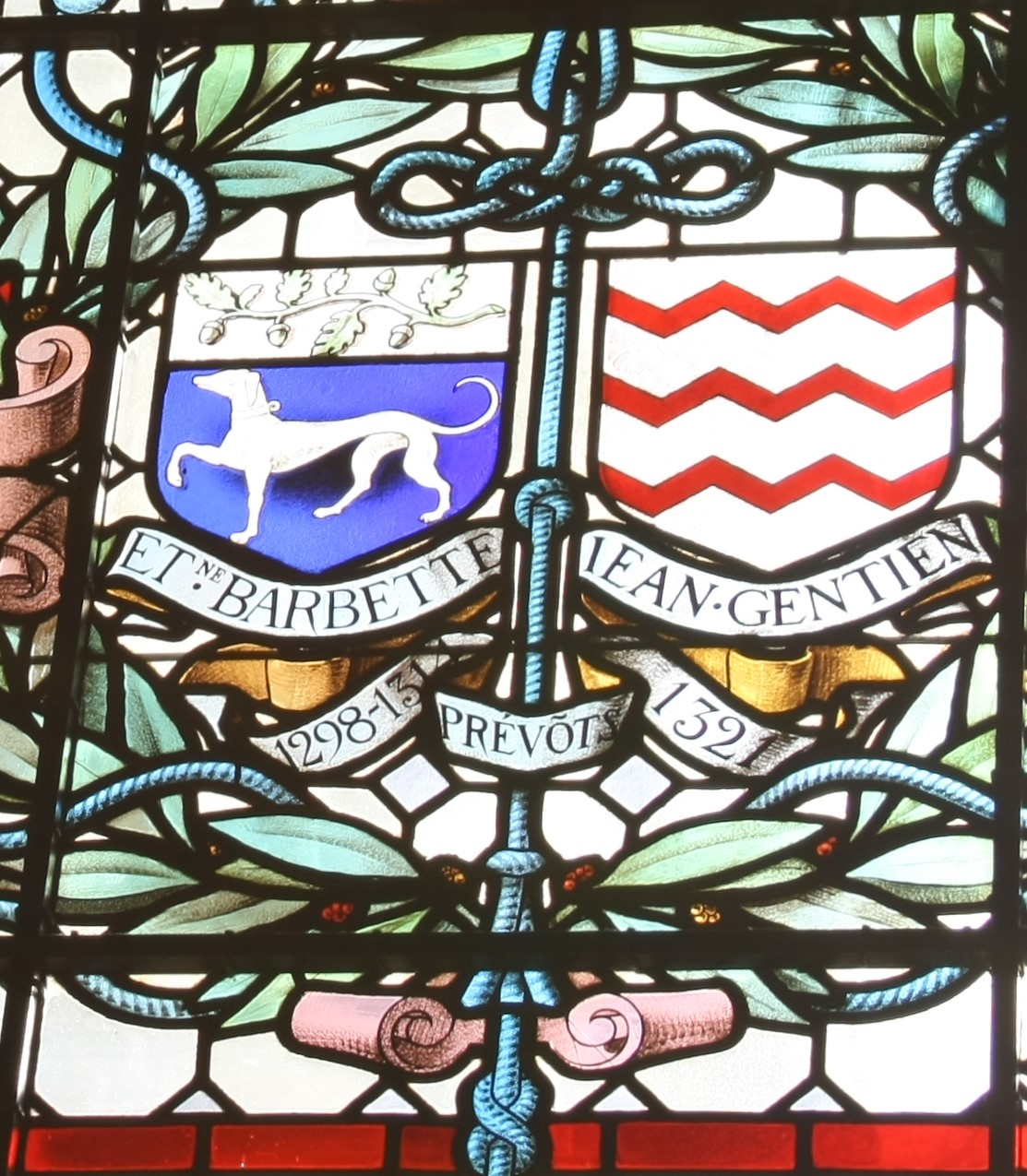
Vitrail dans la salle des conseils de l'hôtel de ville de Paris, avec le blason d'Etienne Barbette

D’abord nommé échevin en 1293, il est élu pour la première fois Prévôt des marchands en 1298, il succède à Guillaume Bourdon.
À la suite de nombreuses inondations destructrices intervenues en 1296 et 1306, Philippe le Bel donna ordre, par lettres du 9 juin 1312, au prévôt des marchands d’élever un quai en pierres de taille. Le prévôt en ayant retardé l’exécution, le roi réitéra cet ordre le 23 mai 1313, lui prescrivant de construire ce quai entre l'hôtel de Nesle, qui appartenait au roi, et celui de l’évêque de Chartres. Il est aujourd'hui devenu le quai des Grands-Augustins.
Le 1er juin 1314, au Palais de la Cité, devant Philippe le Bel et son conseiller Enguerrand de Marigny, il promet au nom des Bourgeois, l'aide de Paris au Roi pour financer la guerre dans les Flandres.

## Maître des monnaies du Roi
Il fit partie des conseillers du Roi et se révéla proche d'Enguerrand de Marigny.
Le 30 décembre 1306, la foule, mécontente du triplement des loyers en raison de l'introduction de la nouvelle monnaie forte, pille les demeures d'Étienne Barbette, dont l'hôtel Barbette, puis les émeutiers se rendent au Temple où se trouve le roi et l'assiègent. Le 31 décembre, les meneurs des émeutes de la veille sont arrêtés. Vingt-huit sont condamnés à mort et pendus le 5 janvier 1307 aux arbres proches des portes de la ville.

## Postérité

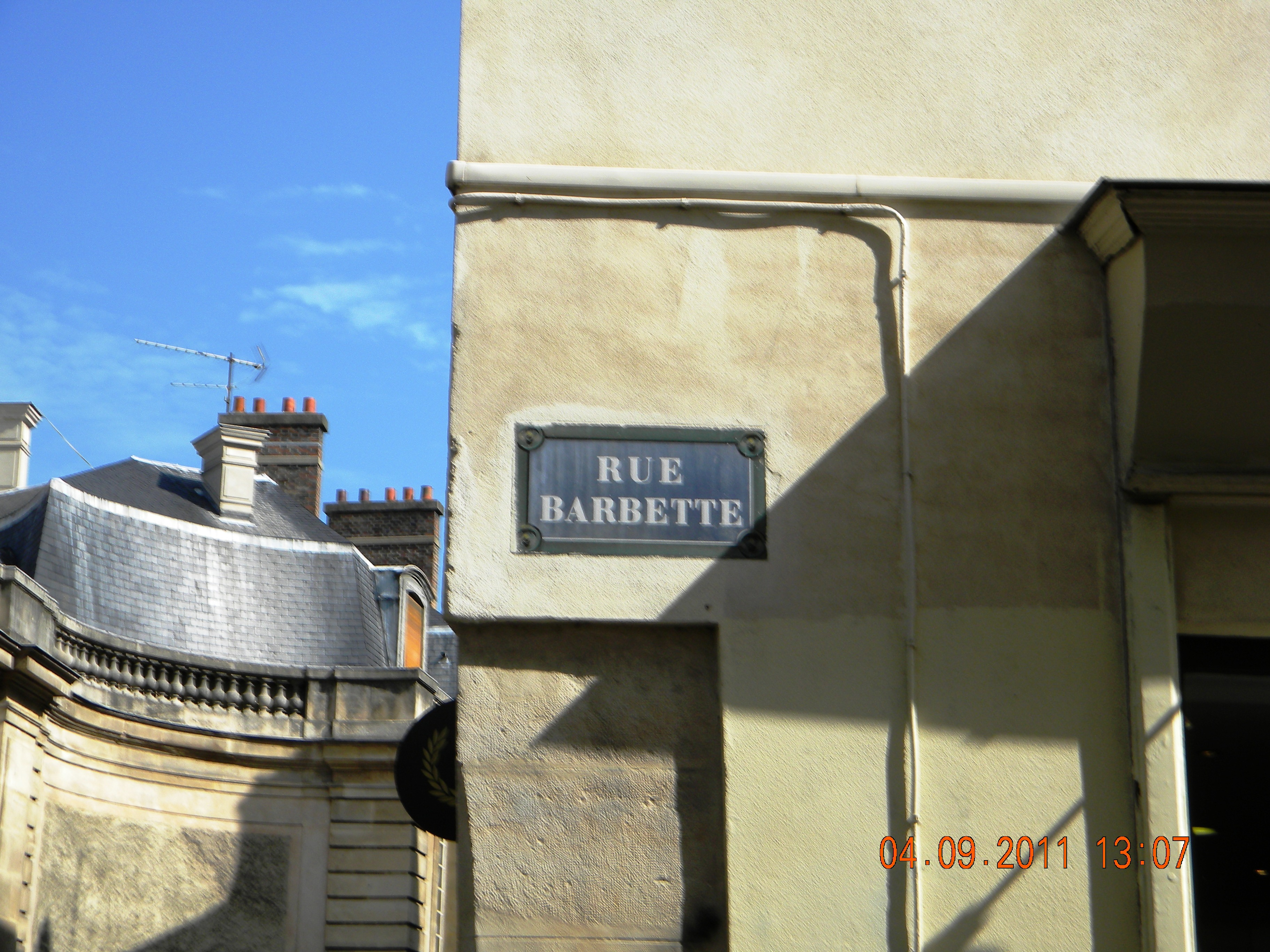

Une rue du 3e arrondissement de Paris porte son nom : la rue Barbette